# Hanna Kanapackaja
Hanna Anatol'eŭna Kanapackaja (in bielorusso Ганна Анатольеўна Канапацкая?; in russo Анна Анатольевна Канопацкая?, Anna Anatol'evna Kanopackaja; Minsk, 29 ottobre 1976) è una politica, avvocatessa e imprenditrice bielorussa, già candidata alle elezioni presidenziali bielorusse del 2020.
Esponente del Partito Civico Unito della Bielorussia dal 1995 al 2019, è stata parlamentare dal 2016 al 2019. È nota per la sua campagna politica contro l'interferenza russa sulla Bielorussia.

## Biografia
Hanna Kanapackaja è nata alla fine dell'era sovietica il 29 ottobre 1976 a Minsk. Suo padre Anatolij Truchanovič è un milionario e sua madre è una casalinga. Ha completato la sua formazione presso la Scuola di Minsk n. 55 e si è laureata presso la facoltà di giurisprudenza dell'Università statale bielorussa.
Ha partecipato alle elezioni parlamentari bielorusse del 2016 in rappresentanza del Partito civico unito ed è stata eletta deputata della Camera dei rappresentanti. Ha vinto un seggio nel 97º distretto elettorale nel distretto Kastryjčnickaja di Minsk ed è stata eletta alla camera bassa dell'Assemblea nazionale bielorussa come uno degli unici due candidati dell'opposizione insieme ad Alena Anisim. Ciò ha reso la Kanapackaja e la Anisim le prime candidate dell'opposizione ad essere elette nel parlamento della Bielorussia dal 2004. 
Intenzionata a concorrere alle elezioni parlamentari bielorusse del 2019, la Commissione elettorale centrale ha respinto la sua candidatura, mentre il Partito Civico Unito non ha ottenuto alcun seggio.
Il 20 maggio 2020, ha annunciato la sua candidatura come indipendente alle presidenziali di agosto. Inizialmente ha anche tentato di diventare la candidata unica dell'opposizione, ma la sua richiesta di candidatura è stata respinta alle primarie. Ha presentato domanda di registrazione il 12 maggio 2020.
Il 10 giugno 2020, ha annunciato di aver ricevuto un totale di 100.000 firme come richiesto dalla Commissione elettorale centrale della Bielorussia per poter concorrere alle elezioni. Ha anche rifiutato di prendere parte ai dibattiti televisivi prima delle elezioni e, durante un'intervista nel luglio 2020, ha affermato che, oltre al presidente Aljaksandr Lukašėnka, gli altri candidati dell'opposizione erano relativamente deboli e ha insistito sul fatto che Lukašėnka fosse l'unico grande rivale. Ha motivato la sua decisione di candidarsi alla presidenza affermando che il popolo bielorusso avrebbe perso ogni fiducia in Lukašėnka dopo 26 anni di governo.
La Kanapackaja è risultata la terza candidata più votata alle presidenziali, con l'1,67% dei voti, dopo Lukašėnka e la candidata dell'opposizione dissidente Svjatlana Cichanoŭskaja. Le elezioni sono state contestate da osservatori neutrali. Non ha sostenuto attivamente le proteste in Bielorussia del 2020-2021.
Kanapackaja è stata l'unica candidata indipendente anche alle successive presidenziali del 2025, benché sia ritenuta dall'opposizione dissidente un candidato di facciata, al pari degli altri "sfidanti" di Lukašėnka.